# Noliba
Noliba is een geslacht van rechtvleugeligen uit de familie veldsprinkhanen (Acrididae). De wetenschappelijke naam van dit geslacht is voor het eerst geldig gepubliceerd in 1922 door Bolívar.

## Soorten
Het geslacht Noliba omvat de volgende soorten:
- Noliba elegantula Bolívar, 1922
- Noliba mjobergi Willemse, 1938